# آرمن هیوسنونتس
آرمن لئونیدی هیوسنونتس (ارمنی: Արմեն Լեոնիդի Հյուսնունց؛  ۲۸ دسامبر ۱۹۶۶) یک رهبر ارکستر، نوازنده ساکسوفون، آهنگساز، موسیقی‌دان جاز، خواننده و تنظیم‌کننده موسیقی اهل ارمنستان است. وی از سال ۱۹۸۲ میلادی تاکنون مشغول فعالیت بوده است.

## زندگی‌نامه
وی در ۲۸ دسامبر ۱۹۶۶ در ایروان به دنیا آمد و از کنسرواتوار دولتی کومیتاس ایروان فارغ‌التحصیل شد. وی همچنین برندهٔ جوایزی همچون چهره هنری شایسته جمهوری ارمنستان شده است. 

## یادداشت
1. ↑  Դասական